# Liviu-Dieter Nisipeanu
Liviu-Dieter Nisipeanu (sinh 1 tháng 8 năm 1976 tại Brașov) là một đại kiện tướng cờ vua người Romania, vô địch châu Âu năm 2005. Từ tháng 4 năm 2014 anh thi đấu cho đội tuyển Đức.

## Tiểu sử và sự nghiệp
Nisipeanu có cha là người Romania và mẹ là người dân tộc thiểu số Sachsen Transilvania. Từ năm 7 tuổi anh đã học cờ dưới sự huấn luyện của kiện tướng quốc tế Corvin Radovici. Người phát hiện tài năng của Nisipeanu là đại kiện tướng đầu tiên của Romania Florin Gheorghiu. Năm 17 tuổi anh đã vô địch quốc gia.
Thành công lớn nhất của Nisipeanu tại các giải vô địch thế giới là vào đến bán kết Giải vô địch cờ vua thế giới FIDE 1999 sau khi loại Ivanchuk ở vòng 4 và Shirov ở tứ kết, trước khi thua nhà vô địch giải Khalifman ở bán kết.
Ở cấp độ châu lục, Nisipeanu vô địch châu Âu năm 2005 ở Warszawa sau 13 vòng đấu bất bại (+7 =6) với 10 điểm, hơn á quân Radjabov nửa điểm. Vào tháng 10 cùng năm, anh đạt hệ số Elo đỉnh cao của mình là 2707, xếp hạng 15 thế giới. Đây cũng là hệ số Elo kỷ lục của một kỳ thủ Romania.
Ở đội tuyển quốc gia, Nisipeanu tham dự Olympiad cờ vua 6 lần: 1996, 1998, từ 2002 đến 2008. Lần tham dự đầu tiên năm 1996 anh là dự bị bàn 1. Năm 1998 anh lên đánh bàn 3 và từ năm 2002 anh ngồi bàn 1 của đội tuyển Romania. Thành tích cao nhất tại Olympiad là hạng 9 cá nhân bàn 1 năm 2006 và hạng 10 đồng đội năm 1998. Ở Giải vô địch đồng đội châu Âu Nisipeanu góp mặt ba lần vào các năm 1999, 2005 và 2009, trong đó hai lần ngồi bàn 1. Thành tích cao nhất của anh là hạng 5 cá nhân bàn 2 năm 2009.
Là một kỳ thủ hàng đầu, Nisipeanu từng được mời tham dự giải M-Tel năm 2007. Với giải Bazna tổ chức thường niên ở Romania, do là kỳ thủ số một quốc gia nên anh thường xuyên tham dự.
Với nguồn gốc có mẹ là người Đức và sau nhiều năm bất đồng với Liên đoàn cờ vua Romania, dẫn tới việc không tham dự Olympiad 2010 và 2012, Nisipeanu đã chuyển sang thi đấu cho Liên đoàn Đức từ tháng 4 năm 2014. Anh trở thành kỳ thủ số 2 của Đức.
Nisipeanu được biết đến là một kỳ thủ hay sử dụng những khai cuộc độc đáo và ít gặp, gây ngạc nhiên cho đối thủ. Ngoài ra, với lối chơi tấn công, anh được coi là Mikhail Tal thời hiện đại.